# François-Isaac Mayor
Pour les articles homonymes, voir Mayor.
François-Isaac Mayor, né au château de Bière le 16 mai 1779 et mort à Hermance le 4 octobre 1854, est un médecin et archéologue suisse. 

## Biographie
François-Isaac Mayor naît le 16 mai 1779 au château de Bière, dans le canton de Vaud. Il est originaire de Ballens, dans le même canton. 
Il est le fils de Georges Mayor et de sa femme Marianne Monthoux. Il apprend la chirurgie à Berne, étudie aussi à l'institut médico-chirurgical de Zurich et effectue des séjours d'étude à Paris (1793-1801). En 1808, il obtient son doctorat en médecine à Montpellier. 
Il travaille d'abord à Vevey (dès 1802), puis à Genève (dès 1808). 
Réputé pour son humanité, il reçoit la bourgeoisie de Genève pour les services rendus lors de l'épidémie de typhus de 1814 mais est surtout célèbre pour avoir le premier découvert en 1818 les bruits du cœur d'un fœtus,. 
En 1818, il cofonde avec Henri Boissier (et en est le bienfaiteur), le Musée académique de Genève qui deviendra en 1872 lorsque les collections seront scindées le Muséum d'histoire naturelle de Genève et le Musée d'archéologie, à l'origine du Musée d'Art et d'Histoire de Genève. Il cofonde aussi en 1826 le Journal de Genève.
Il donne en 1835 le premier cours de médecine légale à l'Académie de Genève. 
En 1833, il découvre comme archéologue le site magdalénien de Veyrier. 
Membre de l'Association du Trois-Mars (1841), du Conseil municipal (législatif) et du Conseil administratif (exécutif) de la ville de Genève de 1824 à 1848, député au Grand Conseil de 1846 à 1848,, il est aussi connu pour avoir effectué des recherches sur l'église et le château d'Hermance. 
Il est mentionné par Jules Verne dans le chapitre V de son roman Maître Zacharius : « à Ermance [...] le célèbre château des Mayor ».